# رمضان کسکین
رمضان کسکین (انگلیسی: Ramazan Keskin؛ زادهٔ ۴ ژانویهٔ ۱۹۹۹) بازیکن فوتبال اهل ترکیه است.
از باشگاه‌هایی که در آن بازی کرده‌است می‌توان به باشگاه فوتبال بورسااسپور اشاره کرد.
وی همچنین در تیم‌های ملی فوتبال Turkey national under-17 football team و Turkey national under-19 football team بازی کرده‌است.